# Скво Вали (округ Фрезно, Калифорнија)
Скво Вали (енгл. Squaw Valley) насељено је место без административног статуса у америчкој савезној држави Калифорнија.

## Демографија
По попису из 2010. године број становника је 3.162, што је 471 (17,5%) становника више него 2000. године.
| Група             | 2000.         | 2010.         |
| Белци             | 2.213 (82,2%) | 2.416 (76,4%) |
| Афроамериканци    | 37 (1,4%)     | 30 (0,9%)     |
| Азијати           | 15 (0,6%)     | 47 (1,5%)     |
| Хиспаноамериканци | 327 (12,2%)   | 525 (16,6%)   |
| Укупно            | 2.691         | 3.162         |